# Moorschneehuhn

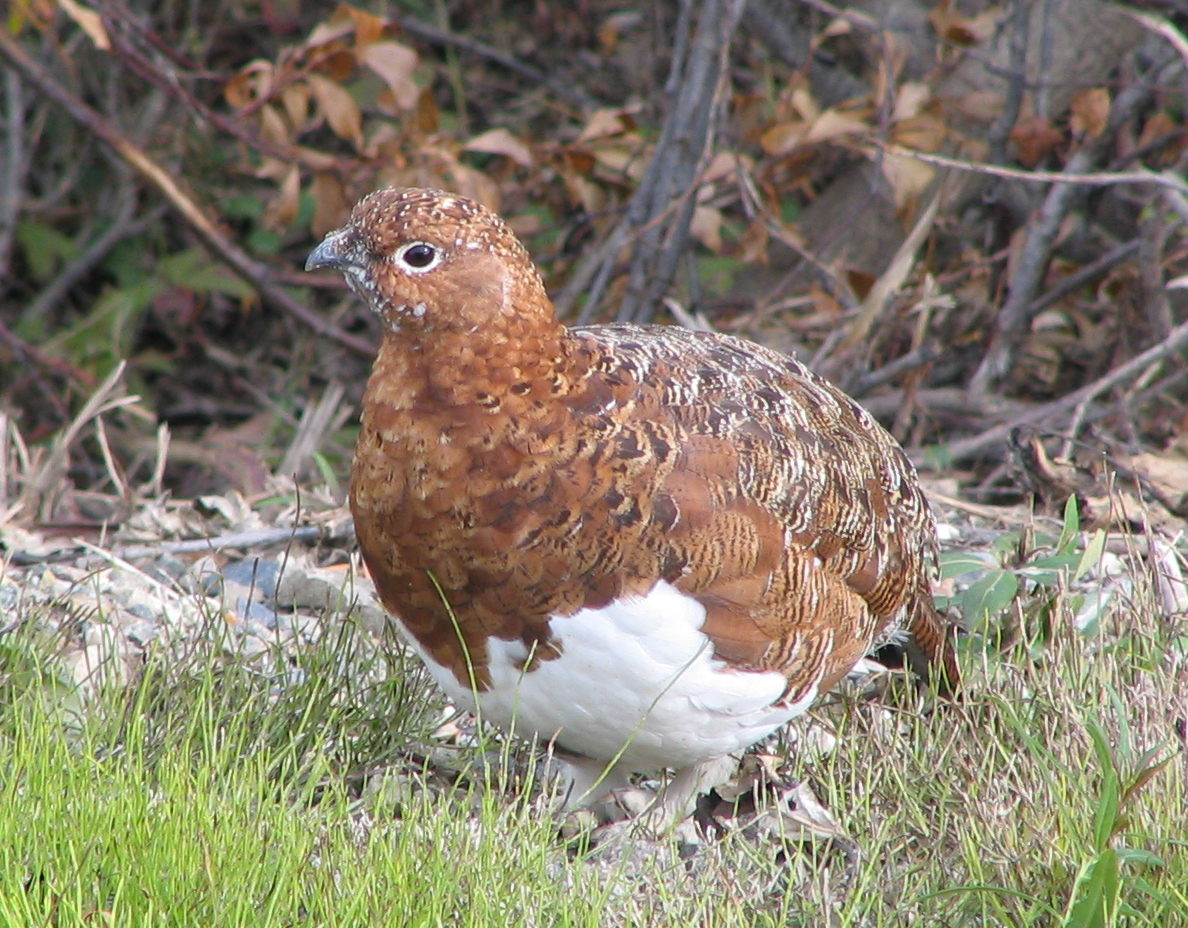
Moorschneehuhn

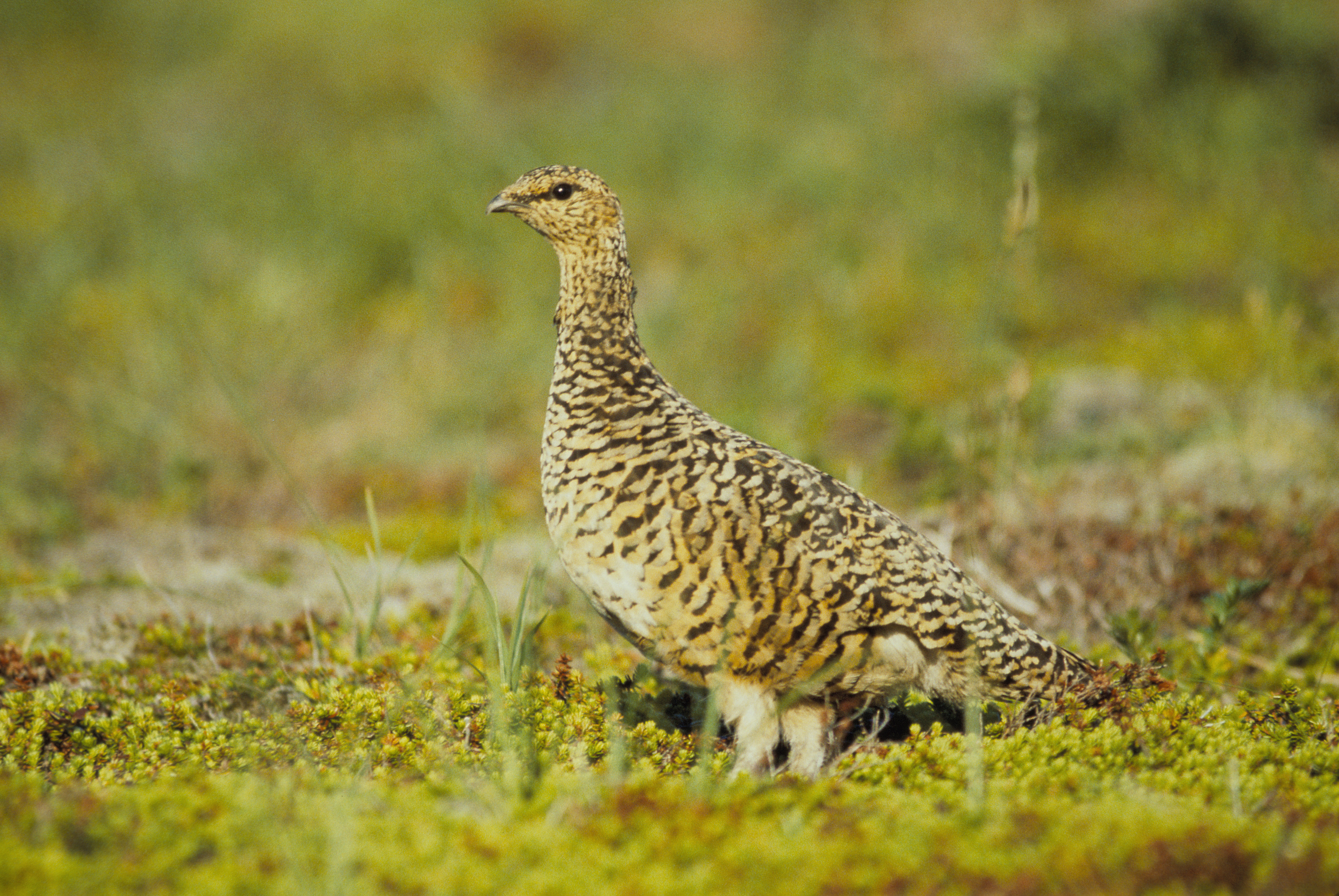
Moorschneehuhn in Alaska

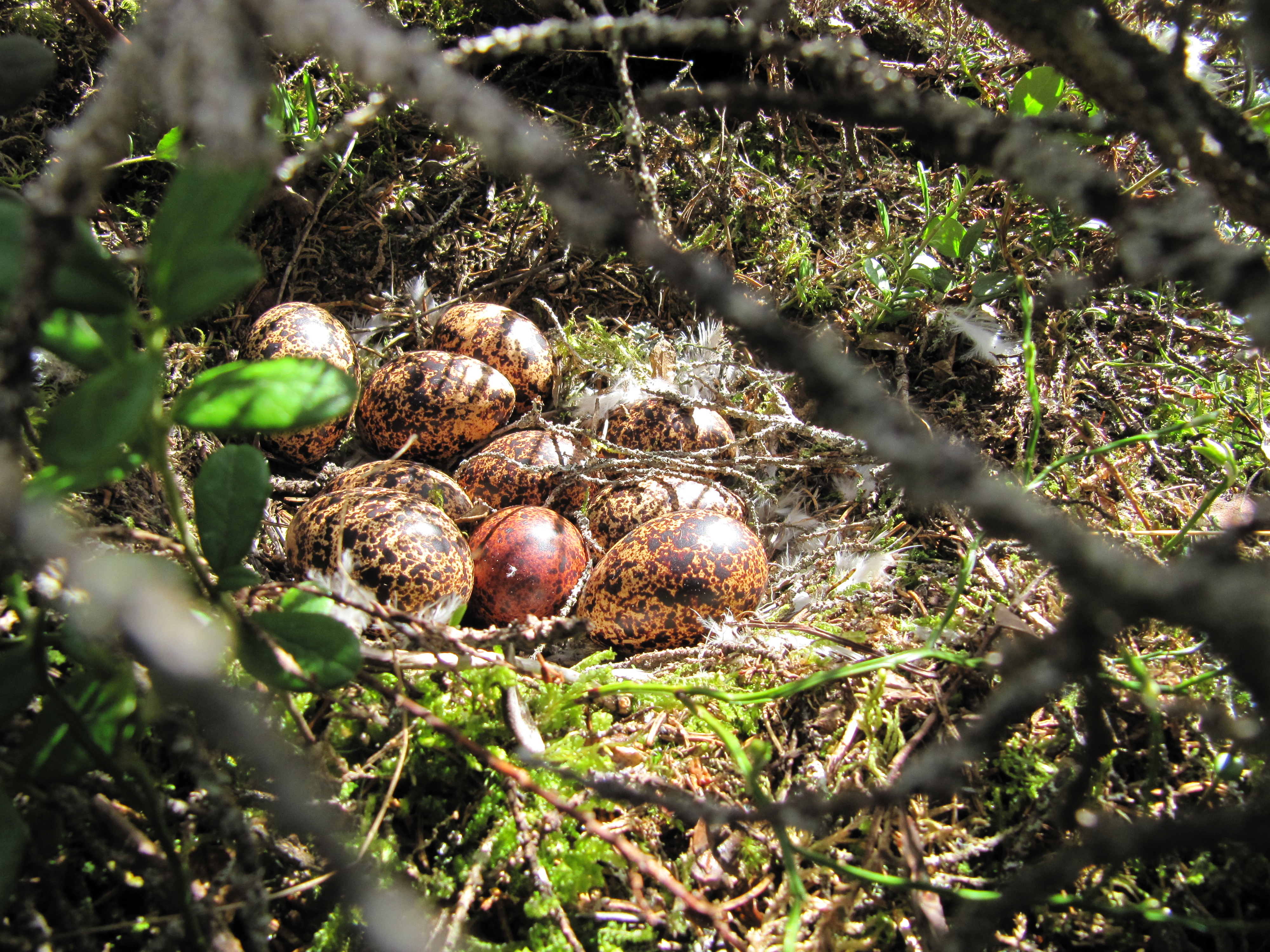
Nest des Moorschneehuhns

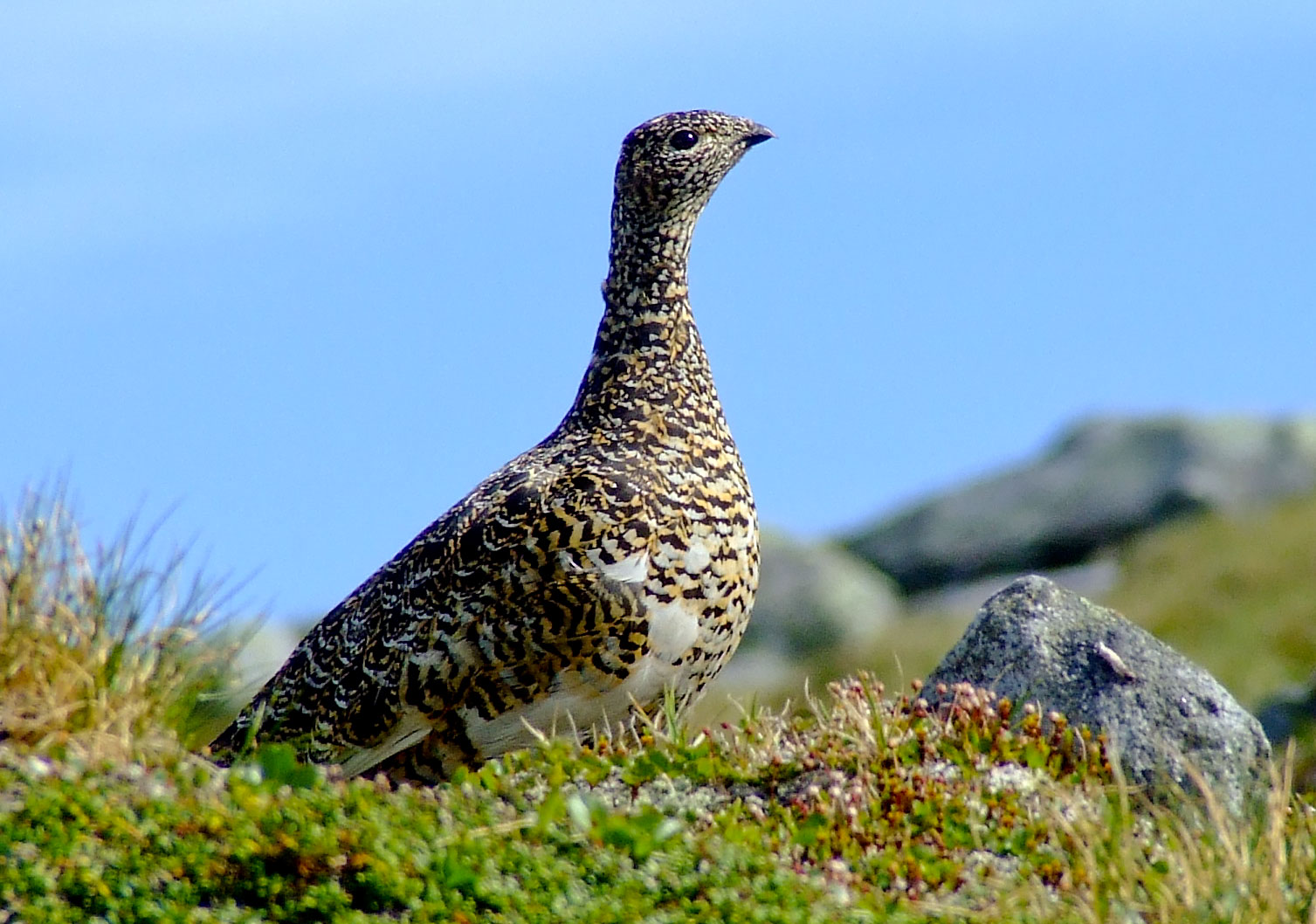
Moorschneehuhn in Schweden

Das Moorschneehuhn (Lagopus lagopus) ist eine Vogelart, die in der Familie der Fasanenartigen (Phasianidae) zu den Raufußhühnern (Tetraoninae) gehört. Die Art ist in Nordeuropa, Nordasien und im Norden von Nordamerika vertreten.
Das europäische Brutareal wird auf mehr als 3 Millionen Quadratkilometer geschätzt. Es werden mehrere Unterarten unterschieden.
Die IUCN stuft das Moorschneehuhn als ungefährdet (least concern) ein, da das Verbreitungsgebiet sehr groß ist und bislang nur ein moderater Bestandsrückgang festzustellen ist. Der Weltbestand wird auf etwa 40 Millionen geschlechtsreife Individuen geschätzt.

## Erscheinungsbild
Das Moorschneehuhn ist mit einer Körperlänge von 35 bis 43 Zentimetern etwas größer als sein naher Verwandter, das Alpenschneehuhn (Lagopus muta). Die Flügelspannweite beträgt zwischen 55 und 65 Zentimeter. Das Gewicht variiert zwischen 500 und 700 Gramm. Obwohl es sich bevorzugt am Boden aufhält, ist das Moorschneehuhn verhältnismäßig kurzbeinig und hat vergleichsweise lange Flügel.
Hahn und Henne tragen ein rotbraunes Sommerkleid, welches durch dunkle Querwellen abgesetzt ist. Die Unterseite sowie die Beine sind weiß. Das Wintergefieder ist vollständig weiß, abgesehen von den schwarzen äußeren Schwanzfedern. Auffallend sind die leuchtend roten „Rosen“ über den Augen. Männchen können von den Weibchen unterschieden werden, weil sie im Frühjahr eine geschlossene rotbraune Färbung des Kopfes und der oberen Brust aufweisen, die scharf mit dem Weiß des übrigen Gefieders kontrastiert.
In freier Natur kann das Moorschneehuhn bei sympatrischem Vorkommen mit dem Alpenschneehuhn verwechselt werden. Während der Balz ist das Männchen des Alpenschneehuhns jedoch am weißen Körpergefieder und der kleinen Anzahl dunkler Kopffedern zu erkennen. Im Winter unterscheiden sie sich durch den schwarzen Streif an den Kopfseiten. In der übrigen Zeit sind sowohl die Männchen als auch die Weibchen im freien Feld fast nicht zu unterscheiden.

## Fortbewegung
Moorschneehühner halten sich vorzugsweise am Boden auf und bewegen sich dort mit schnellem Schritt fort. Der Flug ist raufußhuhntypisch mit einem Wechsel schneller Flügelschläge und einem Gleiten auf ausgebreiteten und nach unten durchgebogenen Flügeln.

## Verbreitungsgebiet
Das Verbreitungsgebiet des Moorschneehuhns erstreckt sich von Skandinavien bis tief nach Sibirien und weiter nach Nordamerika. Den größten Teil des Verbreitungsgebietes nimmt das nordöstliche Asien ein. Die nördliche Verbreitungsgrenze fällt meist mit der Küstenlinie des Nördlichen Eismeers zusammen. Von den arktischen Inseln werden unter anderem Kolgujew, Nowaja Semlja, die Neusibirischen Inseln und eine Reihe der arktischen Inseln Kanadas wie beispielsweise King William Island besiedelt. Im Bereich des Atlantiks besiedelt das Moorschneehuhn sowohl Neufundland als auch die britischen Inseln. Auf letzteren ist als Unterart das Schottische Moorschneehuhn (Lagopus lagopus scotica) vertreten.
Bis in das 17. Jahrhundert war das Moorschneehuhn auch ein Brut- und Standvogel Mitteleuropas und kam im Nordwesten des heutigen Polens vor. Rezente Brutvorkommen sind allesamt auf Aussetzungsaktionen zurückzuführen. Längerfristig erfolgreiche Aussetzungsversuche gab es bis jetzt jedoch nur im Hohen Venn im Grenzgebiet zwischen Belgien und Deutschland. Nach Meliorationsmaßnahmen und Wiederaufforstungen ging der Bestand jedoch wieder zurück und ist vermutlich Ende der 1960er Jahre erloschen.
Die Verbreitungsgebiete von Alpenschneehuhn und Moorschneehuhn überlappen sich teilweise. Die beiden Arten koexistieren im Winter, bilden jedoch keine gemischten Schwärme. Während der Fortpflanzungszeit konkurrieren die beiden Arten um geeignete Brutreviere.

## Wanderungen
Moorschneehühner sind im größten Teil ihres Verbreitungsgebietes Standvögel, die sich auch im Winterhalbjahr im Bereich ihrer Brutreviere aufhalten. Nur die nördlichsten Populationen wandern im Winterhalbjahr etwas weiter nach Süden. Der jährliche Zeitpunkt des Wegzugs aus der Tundra hängt von der dortigen Bildung einer geschlossenen Schneedecke und ihrer zunehmenden Tiefe ab. So geht in einem weniger schneereichen und warmen Herbst der Wegzug langsam vonstatten. Moorschneehühner verweilen dann oft länger an geeigneten Futterplätzen. Sie nutzen wenige ökologische Zugstraßen nach Süden. In der Regel verläuft der Zug entlang von Flüssen, deren Ufergebiete reiche Strauchvegetation anbieten. Die Flüsse Petschora, Seida, Workuta, Ob, Jenissei, Lena und Kolyma sind dafür bekannt, dass man in ihrer Nähe an einigen Tagen während des Zuges ununterbrochen große Trupps bestehend aus 100 bis 300 Moorschneehühnern beobachten kann, die in einer Höhe von 50 bis 200 Metern vorüberziehen. Der Frühjahrszug zurück in die Brutgebiete geht ebenfalls langsam vonstatten. Auf der Taimyrhalbinsel dauert er bis zu 2½ Monate an und verläuft zeitgleich mit der Massenwanderung der Rentiere. Zahlreiche Trupps von Moorschneehühnern begleiten die nach Nordwesten strebenden Rentierherden und laufen zwischen den Nahrung aufnehmenden Rentieren umher.

## Lebensraum
Das Moorschneehuhn kommt in einem breiten Biotopspektrum vor, das von kahlen arktischen Tundren bis hin zu sumpfigen Strauchdickichten und Kiefernwäldern reicht. Die wichtigsten Biotope sind Tundra, Hochmoore in der Waldzone, Waldsteppe sowie Wald- und Strauchdickichte des subalpinen Gürtels in den Gebirgen. Da Weiden und Birken die Hauptnahrung im Winterhalbjahr darstellen, müssen diese immer vorhanden sein. In einigen Gebieten Skandinaviens kommen einzelne Populationen des Moorschneehuhns auch auf Heidekrautflächen vor. Bei diesen Populationen spielt das Heidekraut auch eine wichtige Rolle in der Ernährung. Wald stellt nur im Norden Skandinaviens, auf der Halbinsel Kola und in Karelien ein Hauptbiotop dar. Intensiv genutzt werden diese Biotope nur während der Brutzeit. In der übrigen Zeit leben Moorschneehühner als Strichvögel, die sich im Herbst auf verschiedenen Flächen mit Beerensträuchern und im Winter überall an offenen Stellen mit reicher Strauchvegetation einfinden.

## Überwinterung

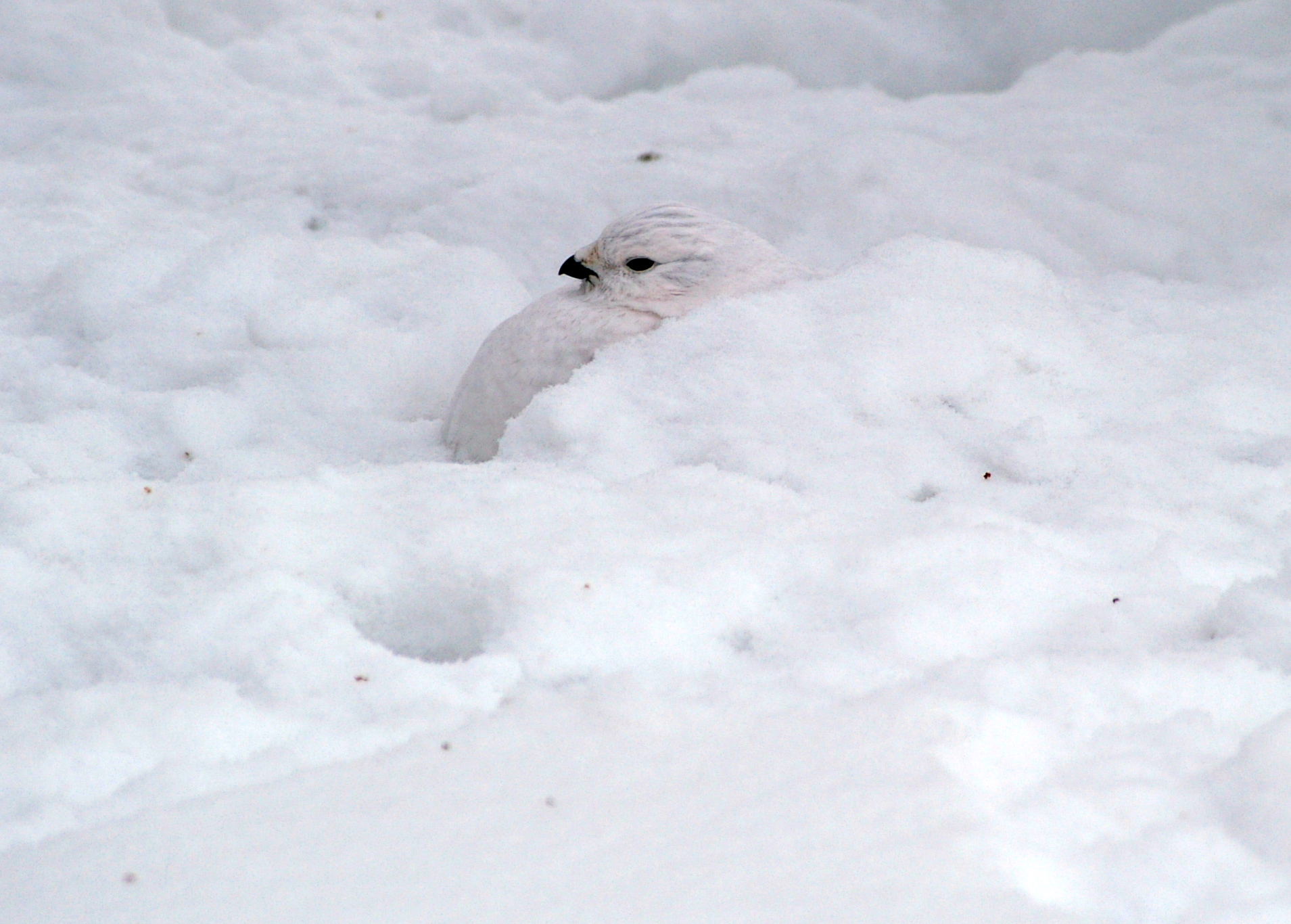
Moorschneehuhn im Schnee

Im größten Teil ihres Verbreitungsgebietes leben Moorschneehühner unter Winterbedingungen, die durch ständige tiefe Temperaturen, Stürme und eine kurze helle Tageszeit sowie tiefen Schnee gekennzeichnet sind. Sie verbringen in dieser Zeit den größten Teil des Tages in kleinen Trupps von fünf bis 15 Vögeln in Schneekammern. Mit Sonnenaufgang verlassen sie diese Schneekammern und begeben sich sofort auf Nahrungssuche. Dafür legen sie in der Regel eine kurze Strecke fliegend zurück. Meist bewegt sich der gesamte Trupp von Strauch zu Strauch, wo sie die Knospen und Endtriebe von den unteren Zweigen fressen. Typisch für Plätze, an denen sich im Winterhalbjahr Moorschneehühner zum Fressen aufgehalten haben, sind 30 bis 50 Meter breite Streifen im Schnee, die aus sich überschneidenden Spuren bestehen.
Die Nahrungsaufnahme im Winter ist nur in den ersten Dämmerungsstunden intensiv, während der Tagesmitte ruhen die Vögel für zwei bis drei Stunden entweder in den Schneekammern oder bei günstigen Witterungsbedingungen in Oberflächenvertiefungen. Dem folgt eine weitere Phase intensiver Nahrungsaufnahme in der Dämmerung.
Die Schneekammern eines Schwarmes liegen in der Regel sehr dicht nebeneinander. Meist beträgt der Abstand zwischen zwei Schlafkammern nur ein bis 1,5 Meter. Die Kammern sind zwischen 14 und 21 Zentimeter hoch, 17 bis 18 Zentimeter breit und 25 Zentimeter lang. Der Tunnel, der zur Schneekammer führt, ist im Schnitt 0,5 Meter lang. Er erreicht in Ausnahmefällen aber auch eine Länge von bis zu zwei Metern.

## Nahrung
Die Winternahrung des Moorschneehuhns besteht fast ausschließlich aus den Endtrieben und Knospen von Weiden und Birken sowie in geringerem Maße von Erlen. Die Vögel sind im Verlauf des Winters durch Erschöpfen der Ressourcen gezwungen, immer dickere Triebe zu fressen. Deren Nährwert ist geringer und der Energieeinsatz zum Abbeißen und Verdauen höher. Schneefreie Flächen werden von ihnen genutzt, um auch Blätter und überwinterte Beeren von Preiselbeere und Krähenbeere, sowie Schachtelhalmstengel und Blätter der Rosmarinheide und ähnlicher Pflanzenbestandteile aufzunehmen.
Im Sommer besteht die Nahrung ausgewachsener Moorschneehühner aus grünen Pflanzenteilen, Beeren, Samen sowie Moosen und Pilzen. Auch Insekten werden in dieser Zeit gefressen. Bei den Küken dagegen überwiegen in den ersten Lebenstagen Insekten, Spinnen und kleine Mollusken. Küken beginnen jedoch sehr früh, auch Pflanzenkost zu sich zu nehmen.

## Fortpflanzung

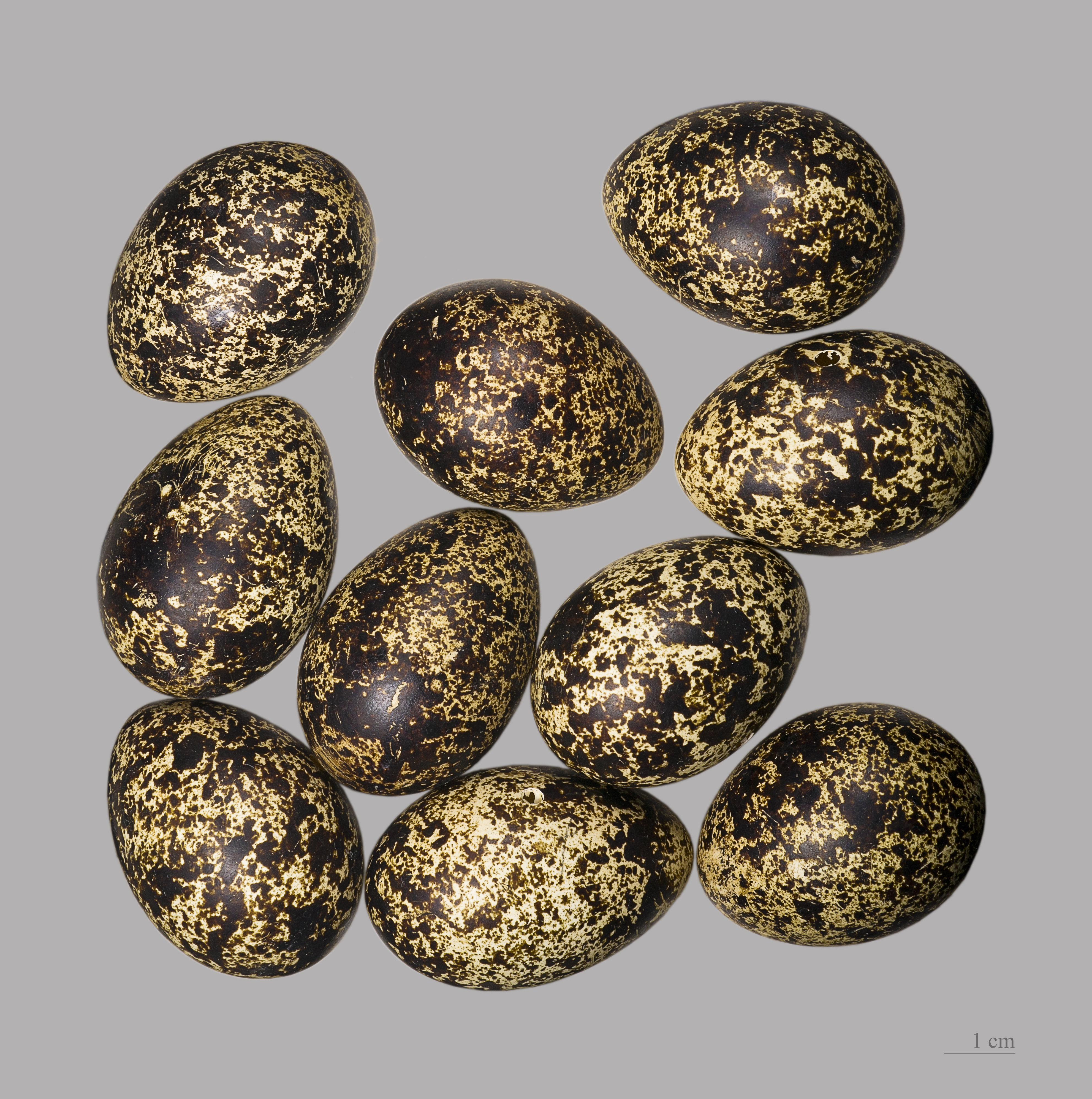
Moorschneehuhneier

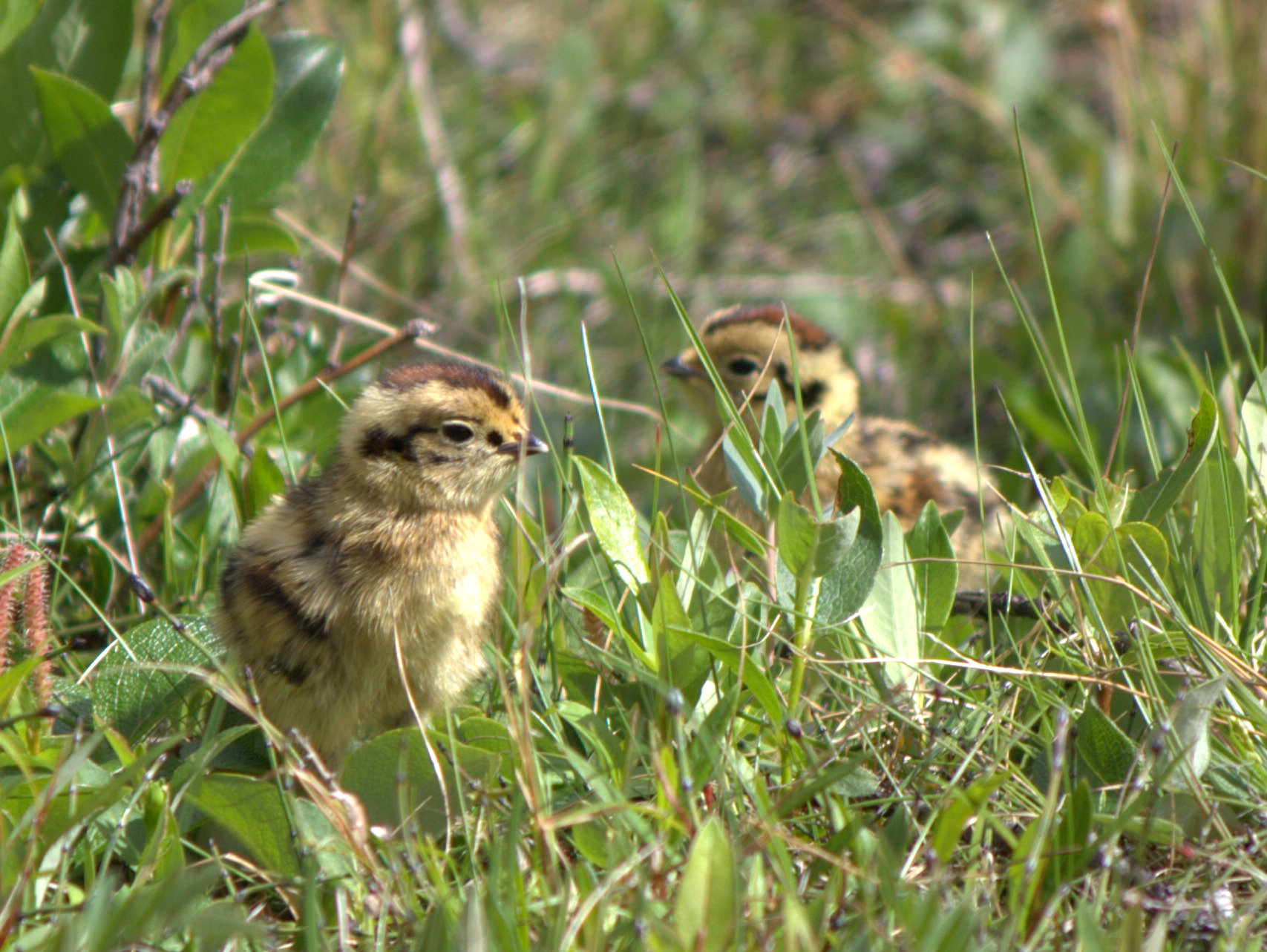
Dunenjunge des Moorschneehuhns

Moorschneehühner gehen in der Regel eine monogame Paarbeziehung ein, die über mehrere Fortpflanzungsperioden Bestand haben kann. Bindeglied des Paares ist das Revier. Bei Verlust eines Partnervogels stellt sich ein anderes Männchen oder Weibchen als Partner ein. Bei hoher Populationsdichte und unter günstigen Biotopbedingungen grenzen die einzelnen Brutreviere fast aneinander. Das Revier wird jeweils vom Hahn ausgewählt, der es besetzt und verteidigt. Die Reviergröße ist abhängig vom Mikrorelief des jeweiligen Gebietes, von der Vegetation, der Lage der Gewässer und in einem hohen Maße auch von der jeweiligen Populationsdichte. In der Tundra variiert die Reviergröße zwischen 0,23 und 7 Hektar und beträgt bei hoher Bestandsdichte 0,86 Hektar. Die Balzzeit dauert über zwei Monate an und setzt mit dem ersten Erscheinen der Federn des Frühjahrskleides ein. Dies kann noch auf dem Zug zu den Brutplätzen der Fall sein. Zum Balzritual des Männchens gehört der Balzflug mit dem Balzgesang und in unmittelbarer Nähe des Weibchens ein Umwerben mit gerecktem Hals, gefächertem Schwanz und hängenden Flügeln.
Das Nest wird möglichst in dichter Deckung errichtet. Zum Nestbau wird eine flache Mulde in den Boden gescharrt. Zur Polsterung benutzt die Henne Pflanzenteile aus der Umgebung. Anfang Mai werden 6 bis 11 Eier gelegt, aus denen nach etwa 25 Tagen die Küken schlüpfen. Es brütet allein das Weibchen. Es verlässt in der Regel das Nest nur drei- bis sechsmal in 24 Stunden, um für jeweils fünf bis 48 Minuten Nahrung aufzunehmen. Der Hahn verweilt während der Brutperiode im Revier und hält dabei häufig Wache in der Nähe des Nestes. Stets begleitet er das Weibchen während der Nahrungssuche. Andere Männchen oder Raubtiere, die in der Nähe des Nestes auftauchen, attackiert er auf dem Erdboden oder auch in der Luft.
Die Dunenjungen schlüpfen gewöhnlich morgens, wobei die Schalen schon am Vorabend angepickt werden können. Es sind Nestflüchter, die bereits am ersten Tag umherstreifen und sich dabei immer weiter vom Nest entfernen. Mit dem Schlupf der Küken erlischt die Territorialität der Männchen vollständig. Beide Elternvögel füttern und führen die Küken, allerdings werden sie allein von dem Weibchen während der ersten Lebenstage gehudert. Die Jungvögel sind mit 30 bis 35 Tagen flügge, können aber bereits ab einem Alter von 12 Lebenstagen fliegen. Sie sind mit einem Jahr geschlechtsreif.

## Natürliche Todesursachen
Das Moorschneehuhn ist Beutetier einer Reihe sehr verschiedener Raubtiere. Küken werden auch von Raubmöwen sowie Eis- und Silbermöwen gefressen. Für den Gerfalken und den Eisfuchs stellt das Moorschneehuhn ein wesentliches Beutetier dar, lediglich der Eisfuchs hat jedoch Einfluss auf den Moorhuhnbestand insbesondere in Jahren nach einer Lemminggradation. Der Gerfalke ist dagegen zu selten, um eine Auswirkung auf den Bestand zu haben.
Widrige Witterungsbedingungen während der Schlupfphase der Küken haben eine große Wirkung auf den Bestand. Kalte und späte Frühjahre führen außerdem nach schneereichen Wintern dazu, dass die meisten Weibchen nicht zur Brut schreiten. Auch eine hohe Bestandsdichte, die regional zu einem Mangel an Winternahrung führt, kann dazu führen, dass sich die Mehrzahl der Moorschneehühner nicht fortpflanzt.

## Moorschneehuhn und Mensch
Das Moorschneehuhn ist in Teilen seines Verbreitungsgebietes ein Jagdwild. Üblich ist die Jagd im Zeitraum September bis Oktober, wenn sich die Vögel zu Trupps zusammenfinden und der Ernährungszustand der Vögel noch gut ist. Bis in die erste Hälfte des 20. Jahrhunderts wurden Moorschneehühner auch noch mit Netzen gefangen.
In den 2000er Jahren erfreute sich die Computerspielserie Moorhuhnjagd, bei dem die User virtuelle „Moorhühner“ am Computer abschossen, großer Beliebtheit.

## Belege

### Einzelbelege
1. 1 2  Factsheet auf BirdLife International
2. ↑  Lars Svensson (Text, Karten), Killian Mullarney, Dan Zetterström (Illustrationen und Bildlegenden): Der Kosmos Vogelführer: alle Arten Europas, Nordafrikas und Vorderasiens. 2. Auflage. Kosmos, Stuttgart 2011, ISBN 978-3-440-12384-3, S. 270 f. (schwedisch: Fågelguiden. Übersetzt von Peter H. Barthel).
3. ↑  Sale, S. 160.
4. ↑  Potapov & Flint, 1989. S. 151.
5. ↑  Bauer et al., S. 167.
6. 1 2 3   Sale, S. 161.
7. ↑  Potapov & Flint, 1989, S. 156.
8. 1 2  Potapov & Flint, 1989, S. 157.
9. 1 2   Potapov & Flint, 1989, S. 158.
10. ↑  Potapov & Flint, 1989, S. 163 und S. 164.
11. ↑  Potapov & Flint, 1989, S. 164.
12. ↑  Potapov & Flint, 1989, S. 165.
13. ↑  Potapov & Flint, 1989, S. 166.
14. ↑  Potapov & Flint, 1989, S. 160.
15. ↑  Potapov & Flint, 1989, S. 161.
16. 1 2 3   Potapov & Flint, 1989, S. 163.
17. ↑  Potapov & Flint, 1989, S. 166 und S. 167.
18. ↑  Potapov & Flint, 1989, S. 167.